# Batabrug
De Batabrug is een plaatbrug over het Wilhelminakanaal in Best, tussen Batadorp en de rest van het dorp. De brug is in 1992 gebouwd en is de vervanger van een boogbrug die op dezelfde plaats stond. De boogbrug is in 1990 gesloopt.
De brug is gemaakt van beton en heeft een doorvaartwijdte van 23 meter.